# Karl-Heinz Bürger
Karl-Heinz Bürger, född 16 februari 1904 i Güstrow, död 2 december 1988 i Karlovy Vary, var en tysk SS-Oberführer och överste i polisen. Under andra världskriget innehade han flera ämbeten som SS- och polischef: Nord-Kaukasien (1942), Awdejewka (1942–1943) och Mitteitalien-Verona (1943–1945).

## Biografi
Bürger anslöt sig i juni 1923 till Sturmabteilung (SA) och deltog i Adolf Hitlers ölkällarkupp i november samma år. Under mitten av 1920-talet arbetade han inom flygplansindustrin. Senare studerade han vid Potsdams universitet och avlade lärarexamen.
Den 30 januari 1933 utnämndes Adolf Hitler till rikskansler. Samma dag blev Bürger medlem i Schutzstaffel (SS). Från 1934 till 1938 innehade han olika tjänster inom Centralbyrån för ras och bosättning (RuSHA). Mellan 1938 och 1940 tillhörde Bürger staben vid SS-Junkerschule Braunschweig och därefter tjänstgjorde han vid Hauptamt Dienststelle SS-Obergruppenführer Heißmeyer som bland annat administrerade uppfostran och undervisning av barn och ungdomar.
Den 22 juni 1941 inledde Tyskland Operation Barbarossa, angreppet på den tidigare bundsförvanten Sovjetunionen. Bürger kom att strida på östfronten till augusti 1942, då han utnämndes till SS- och polischef i Nord-Kaukasien. Kort därefter fick han tjänsten som SS- och polischef i Awdejewka i Reichskommissariat Ukraine och organiserade partisanbekämpning. I slutet av 1943 förflyttades Bürger till Italien, där han var SS- och polischef i Verona.
Bürger greps av de allierade i Bolzano den 13 maj 1945. Året därpå fördes han till krigsfångelägret Island Farm i södra Wales. Han frisläpptes 1948.